# 로브스키섬

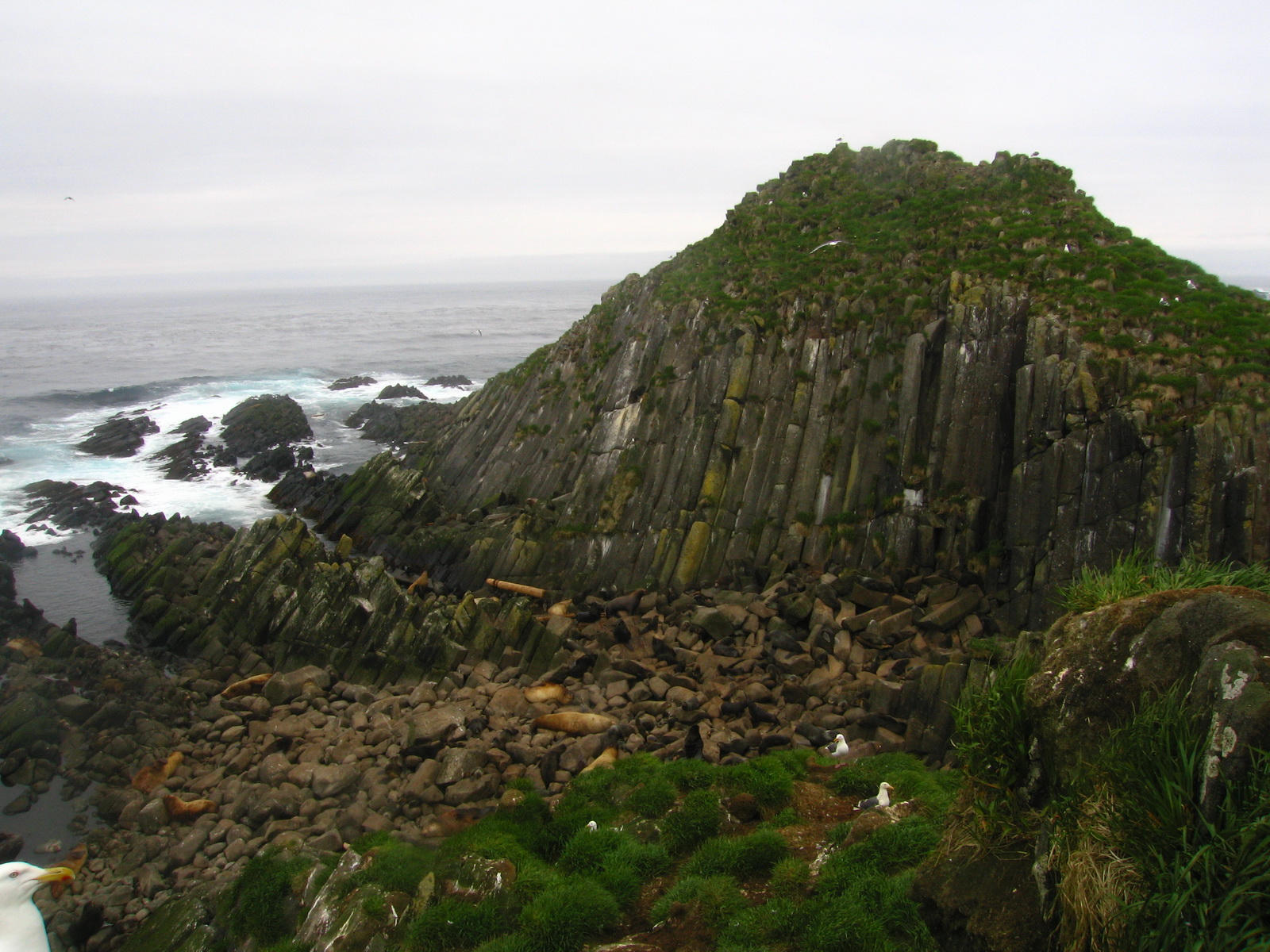

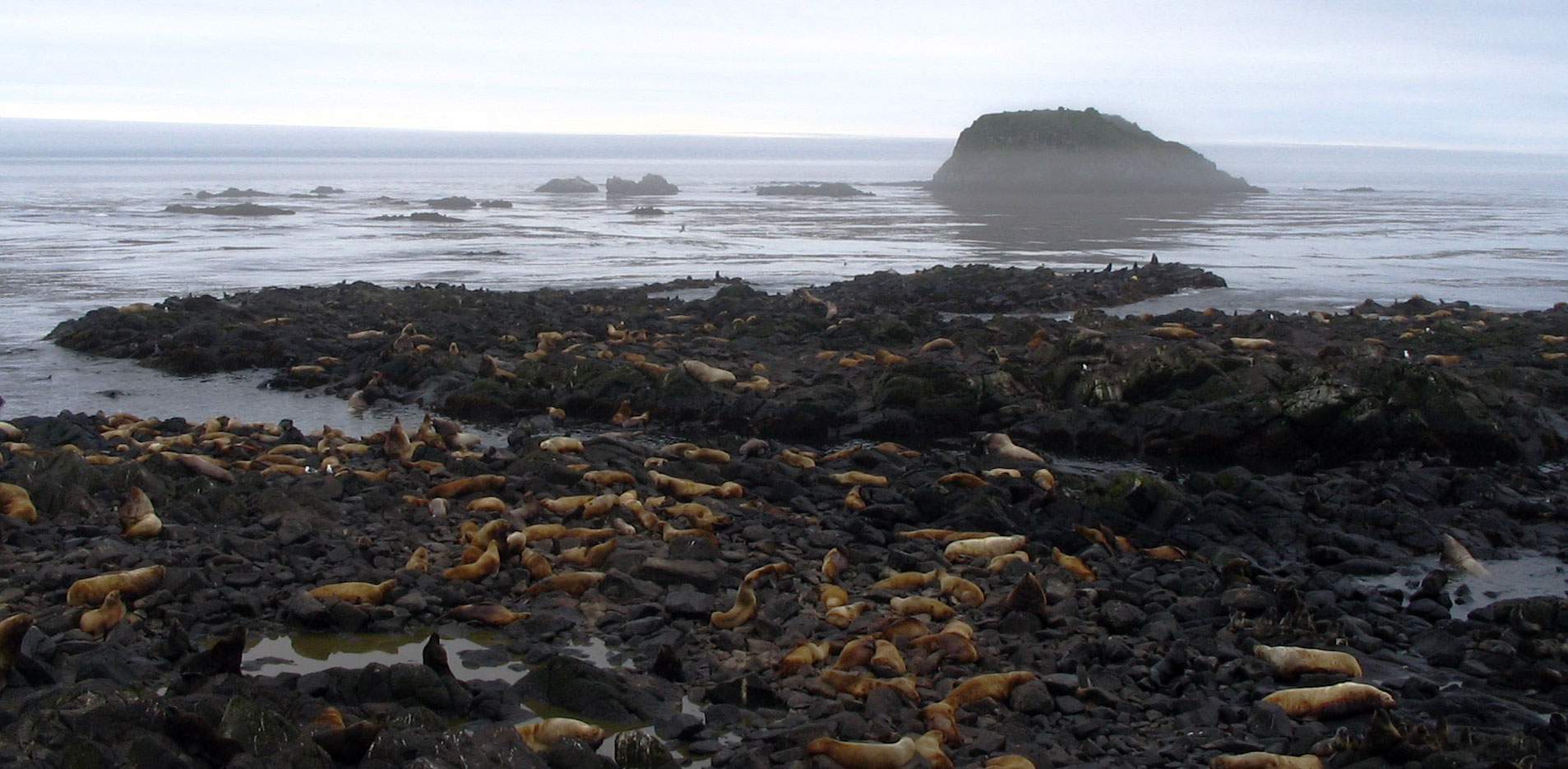
로브스키 섬은 4개의 바위섬으로 이루어져 있으며 물개나 바다사자의 주요한 서식지이다.

로브스키섬(러시아어:Lowuschki Rock, 일본어:牟知列岩)은 러시아 쿠릴 열도의 여러 섬들 중 하나이다. 쿠릴 열도의 중부에 위치해 있다. 이 섬은 바다사자가 많이 서식하고 있으며 총 4개의 암초로 이루어져 있다. 1875년부터 1945년까지 홋카이도 네무로 지청 지시마국의 슈무슈군의 최남단에 위치해 있던 섬이었다.